# Telamona salvini
Telamona salvini är en insektsart som beskrevs av William Lucas Distant. Telamona salvini ingår i släktet Telamona och familjen hornstritar. Inga underarter finns listade i Catalogue of Life.